# Victor Carr
Victor Carr (teljes nevén: Victor Pony Prisley Carr) (Monrovia, 1988. március 12. –) libériai válogatott labdarúgó, csatár.

## Pályafutása
2007 nyarán igazolt Miskolcra, a klub ügyvezetője, Sallói István nézte ki magának egy mérkőzésen. Első NB I-es mérkőzésén mindjárt gólt rúgott az addigi éllovas MTK-nak. A szezon hátralévő részében azonban gyengébben teljesített, ezért 2007 novemberében megváltak tőle. Pár nappal később a Nyíregyháza Spartacusnál járt próbajátékon, de nem kapott szerződést. 2009 októberében igazolt a Szombathelyi Haladásba.
Hazája válogatottjában stabil ember, többek között gólt lőtt Kamerunnak is.

## Külső hivatkozások
1. ↑  Archivált másolat. [2008. október 7-i dátummal az eredetiből archiválva]. (Hozzáférés: 2009. február 13.)